# Vivian Dandridge
Vivian Dandridge (22 de abril de 1921 – 26 de octubre de 1991) fue una cantante, actriz y bailarina de nacionalidad estadounidense, conocida por ser la hermana mayor de la también cantante y actriz Dorothy Dandridge, e hija de la actriz de carácter Ruby Dandridge. Fue miembro del trío musical Dandridge Sisters, el cual formó junto a Etta Jones y su hermana Dorothy desde 1934 hasta 1940.

## Primeros años y carrera artística
Su nombre completo era Vivian Alferetta Dandridge, y nació en Cleveland, Ohio, siendo sus padres Cyril Dandridge (25 de octubre de 1895 – 9 de julio de 1989) y Ruby Jean Butler, conocida por el nombre artístico de Ruby Dandridge. Los padres de Dandridge se separaron poco antes de nacer su hermana Dorothy.
Vivian Dandridge alcanzó el pico de su fama junto a su hermana Dorothy y a su amiga Etta Jones, formando el trío vocal Dandridge Sisters en 1934. En un principio, Ruby Dandridge puso a sus hijas a trabajar haciendo acrobacias, cantando e interpretando sátiras bajo el nombre de "Wonder Children". Dándose cuenta del potencial de sus hijas (y reconociendo que su posibilidad de éxito en el mundo del espectáculo era limitada), Ruby y su compañera sentimental Geneva Williams decidieron que las chicas hicieran una gira por los Estados Unidos. Bajo la tutela de Geneva, las Wonder Children ganaban 400 o 500 dólares por actuación en los últimos años 1920, viajando por Tennessee, Carolina del Sur, Georgia y otros muchos estados. Geneva acompañaba a las niñas al piano y era también su mánager, pero era particularmente agresiva en la disciplina.
Debido a que sus ingresos eran más importantes para la familia que su educación, Dorothy y Vivian no acudieron con regularidad a la escuela hasta el octavo grado, dependiendo de sus tutoras. A causa de la quiebra financiera de 1929, las Wonder Children quedaron en paro. Ruby Dandridge, todavía esperando conseguir una carrera en el cine para ella y para sus hijas, viajó en autobús con la familia a Los Ángeles. Tras ingresar en la comunidad profesional del Hollywood negro, Ruby se encontró con pocas oportunidades de trabajo. Clarence Muse, un actor negro que hizo amistad con la familia, le explicó a Ruby las escasas posibilidades de conseguir éxitos en California, por lo que ella decidió que sus hijas ingresaran en una escuela de baile dirigida por Laurette Butler. Allí, las hermanas hicieron amistad con otra niña, Etta Jones, con la que empezaron a cantar. Cuando el padre de Jones las oyó cantar, Ruby Dandridge decidió que las tres formaran un grupo de canto, naciendo las Dandridge Sisters. Mientras Geneva y Ruby conseguían pequeños papeles en el cine (Geneva hizo de criada en el film de Shirley Temple The Little Colonel), las Dandridge Sisters empezaron a actuar en secuencias cinematográficas musicales, y viajabaron por Estados Unidos compartiendo cartel con Nat King Cole, Mantan Moreland, y la bailarina Marie Bryant.
El trío era un grupo al estilo de las The Andrews Sisters, y llegaron a ser cabezas de cartel en el Cotton Club de Harlem, Nueva York. Incluso llegaron a actuar en una revista de corta trayectoria en el circuito de Broadway, Swingin' The Dream, en 1939. Las Dandridge Sisters también viajaron a Londres y a Hawái, y grabaron con Jimmie Lunceford y su orquesta cuatro temas: "You Ain't Nowhere", "Minnie the Moocher Is Dead", "I Ain't Gonna Study War No More," y "That's Your Red Wagon". Sin embargo, después de viajar durante un año y medio, las Dandridge Sisters se disolvió, pues Dorothy Dandridge estada decidida a hacerse actriz y detestaba la vida en la carretera.
Esto dejó a Vivian en una situación financiera desesperada, intentando encontrar trabajo en clubs, a pesar de que pocos estaban interesados en ella. Sin embargo, encontró empleo como actriz ocasional en el cine, aunque sin llegar al nivel de éxito de su hermana Dorothy.

## Vida a la sombra de Dorothy y Ruby Dandridge
Vivian hizo algunos pequeños papeles cinematográficos: trabajó con Frances Dee en el film de 1943 I Walked with a Zombie, y actuó junto a su hermana en Bright Road (1953), película en la que encarnaba a Ms. Nelson, además de ser la peluquera de Dorothy en la película. Formando parte de las Dandridge Sisters actuó en secuencias musicales de los filmes The Big Broadcast of 1936 (con George Burns y Gracie Allen), Un día en las carreras (con los Hermanos Marx), It Can't Last Forever (con Ralph Bellamy y Betty Furness), Irene (con Ray Milland, Anna Neagle, y Billie Burke) y Going Places (con Louis Armstrong y Maxine Sullivan). También actuó en el soundie (corto musical) Snow Gets in Your Eyes como miembro de las Dandridge Sisters, y fue la voz de "So White" en la controvertida cinta de animación Coal Black and de Sebben Dwarfs, junto a su madre. También hizo un papel sin créditos en el film de 1943 Stormy Weather.
En el verano de 1955 reemplazó a Thelma Carpenter con la obra representada en Broadway  Anchors Aweigh. Después fue a actuar al Alvin Hotel, en Nueva York, pero tras ello prácticamente desapareció del mundo del espectáculo. En 1955 acudió a la ceremonia de los Premios Oscar cuando Dorothy Dandridge fue nominada la Oscar a la mejor actriz por su papel en Carmen Jones.

## Desaparición
En 1956, la familia y sus amigos estaban preocupados por su bienestar, pues ella desapareció y se recluyó. Dorothy Dandridge contrató a un detective privado para buscarla, pero no tuvo éxito; más adelante Dorothy supo que su hermana estaba en el sur de Francia intentando encontrar trabajo, y después que estaba residiendo en la ciudad de Nueva York. En esa época las hermanas no mantenían contacto, aunque Dorothy ocasionalmente prestaba ayuda financiera a Vivian y a su hijo Michael Wallace.

## Grabación discográfica
En 1968, Vivian fue contratada para grabar con Jubilee Records un LP de jazz titulado The Look of Love. El álbum fue producido por Bob Stephens y dirigido por Charles Coleman, y en el mismo se oían temas como "L'amour est bleu", "Try to Remember", "Sunny", "Strange Fruit", y "Lover Man (Oh, Where Can You Be?)". En la cubierta, Vivian estaba echada en un sofá, mirando pensativa mientras tenía una copa de brandy. El disco no tuvo éxito.

## Vida personal
Vivian, bajo el nombre de "Marina Rozell," más tarde se asentó en Seattle, Washington, donde vivió el resto de su vida. Se había casado cinco veces, siendo sus maridos Jack Montgomery (1942–43), Warren Bracken (?-?), Ralph Bledsoe (1946–47), Forace Stead (1951–53) y Gustav Friedrich (1958–?). Todos los matrimonios acabaron en divorcio.
Dandridge mantuvo una relación sentimental con el actor Emmett Wallace (conocido como "Babe Wallace"), con el que tuvo un hijo, Michael Emmett Wallace (nacido el 7 de noviembre de 1943). Vivian Dandridge no acudió al funeral de su hermana, admitiendo que era demasiado doloroso para ella. Después reanudó la relación con su madre, que mantuvo hasta la muerte de ella, arruinada, y ocurrida en una residencia de Los Ángeles en 1987.
Vivian Dandridge falleció en Seattle, Washington, en 1991, a causa de un accidente cerebrovascular masivo. Fue enterrada en el Cementerio Lake View de Seattle. 